# Mesolita antennalis
Mesolita antennalis là một loài bọ cánh cứng trong họ Cerambycidae.